# Отто V (маркграф Бранденбургу)
Отто V Високий (*Otto V. der Lange, бл.1246 — 1298) — маркграф Бранденбург-Зальцведеля у 1267—1298 роках.

## Життєпис
Походив з династії Асканіїв. Другий син Отто III, маркграфа Бранденбургу, та Божени (доньки Вацлава I, короля Богемії). Народився близько 1246 року. Молоді роки провів при дворі вуйка Оттокара II, короля Богемії.
У 1267 році після смерті Отто III разом з братами Йоганом III, Отто VI і Альбрехтом III стає Бранденбург-Зальцведельським маркграфом.
У 1278 році після загибелі Оттокара II у війні з Рудольфом I Габсбургом, імператором Священної Римської імперії, Оттон V рушив до Праги, де вступив у боротьбу за опікунство над малолітнім королем Вацлавом II. Зрештою Отто Довгий зумів перемогти й опанувати Богемією, для чого привів свої війська з Бранденбургу. Від імені Вацлава II маркграф Отто V Довгий зрікся 1279 р. Австрії, Штирії, Каринтії, п'ятої частини Моравії на користь Габсбурга.
Для зміцнення свого становища маркграф заручився підтримкою матері Вацлава II — Кунегунди. Втім корупція та захоплення посад німцями викликало невдоволення знаті та шляхти. В результаті Отто V відправив Вацлава II до Бранденбург-Зальцведеля, звільнивши лише після сплати викупу Кунегундою прав регентства за 20 тис. марок сріблом та передачі богемських володінь у маркграфстві Верхня Лужица, що відбулося 1283 року.
У 1290 році вступив у конфлікт зі стриєчним братом Отто IV, маркграфом Бранденбург-Штендаля, щодо володінь у Померанії. Для протистояння останньому уклав союз з Легніцьким та Бжецьким князівствами. 1292 року під час виборів нового імператора підтримав кандидатуру Адольфа, графа Нассау. У 1294 році суперечка Отто IV і Отто V переросла у війну, яку було припинено у 1295 році за посередництва німецького короля Адольфа I.
В подальші роки все ж намагався втрутитися в справи Східної Поморянії, проте наштовхнувся на опір Пшемисла II, короля Польщі. Помер у 1298 році. Йому спадкували син Герман I, брати Отто VI і Альбрехт III.

## Родина
Дружина — Юдіта, донька Германа I, фон Геннеберг-Кобурга.
Діти:
- Матильда (бл.1270—1298), дружина Генрика IV, Великого князя Польщі
- Герман (бл. 1275—1308), маркграф у 1298—1308 роках
- Отто (д/н—1307)
- Кунегунда (д/н—1317)
- Беатрікс (д/н—1316), дружина Болеслава I, князя Яворського
- Юдіт (д/н—1328), дружина Рудольфа I, герцога Саксен-Віттенберг
- Альбрехт (бл. 1283 — бл. 1296)